# Fricamps
Fricamps és un municipi francès situat al departament del Somme i a la regió dels Alts de França. L'any 2007 tenia 131 habitants.

## Demografia

### Població

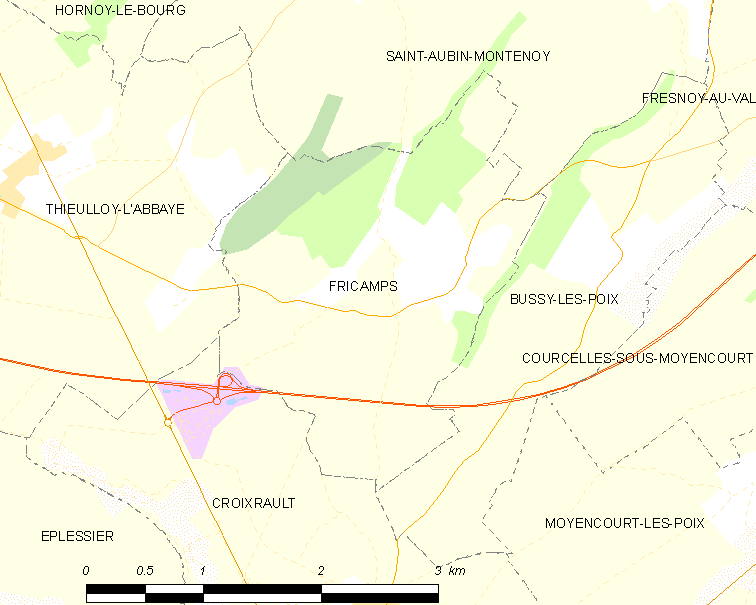

El 2007 la població de fet de Fricamps era de 131 persones. Hi havia 51 famílies de les quals 13 eren unipersonals (13 dones vivint soles i 13 dones vivint soles), 13 parelles sense fills, 17 parelles amb fills i 8 famílies monoparentals amb fills.
La població ha evolucionat segons el següent gràfic:
Habitants censats

### Habitatges

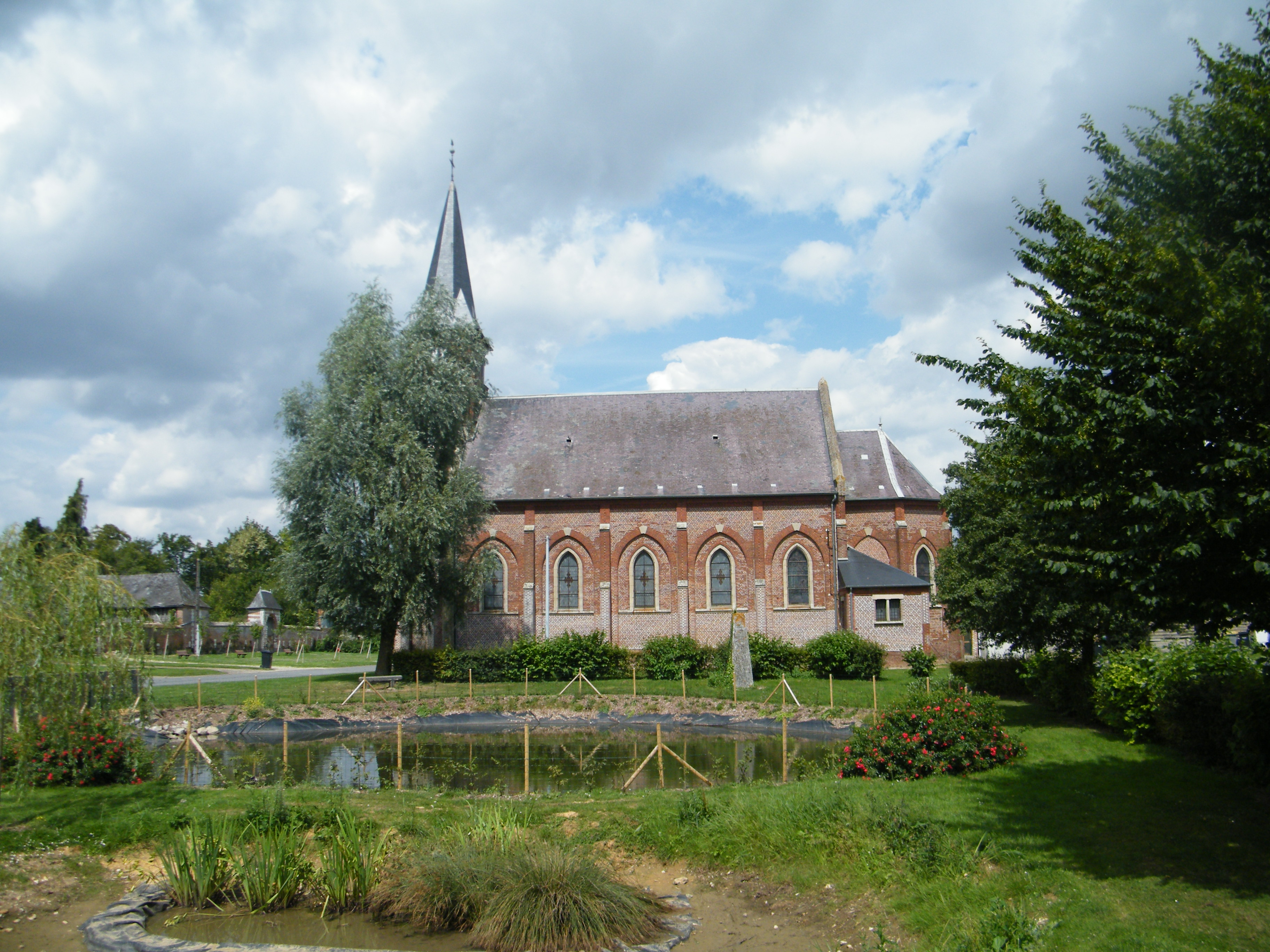

El 2007 hi havia 55 habitatges, 51 eren l'habitatge principal de la família, 2 eren segones residències i 2 estaven desocupats. Tots els 53 habitatges eren cases. Dels 51 habitatges principals, 41 estaven ocupats pels seus propietaris, 7 estaven llogats i ocupats pels llogaters i 2 estaven cedits a títol gratuït; 2 tenien dues cambres, 7 en tenien tres, 14 en tenien quatre i 27 en tenien cinc o més. 39 habitatges disposaven pel capbaix d'una plaça de pàrquing. A 16 habitatges hi havia un automòbil i a 32 n'hi havia dos o més.

### Piràmide de població

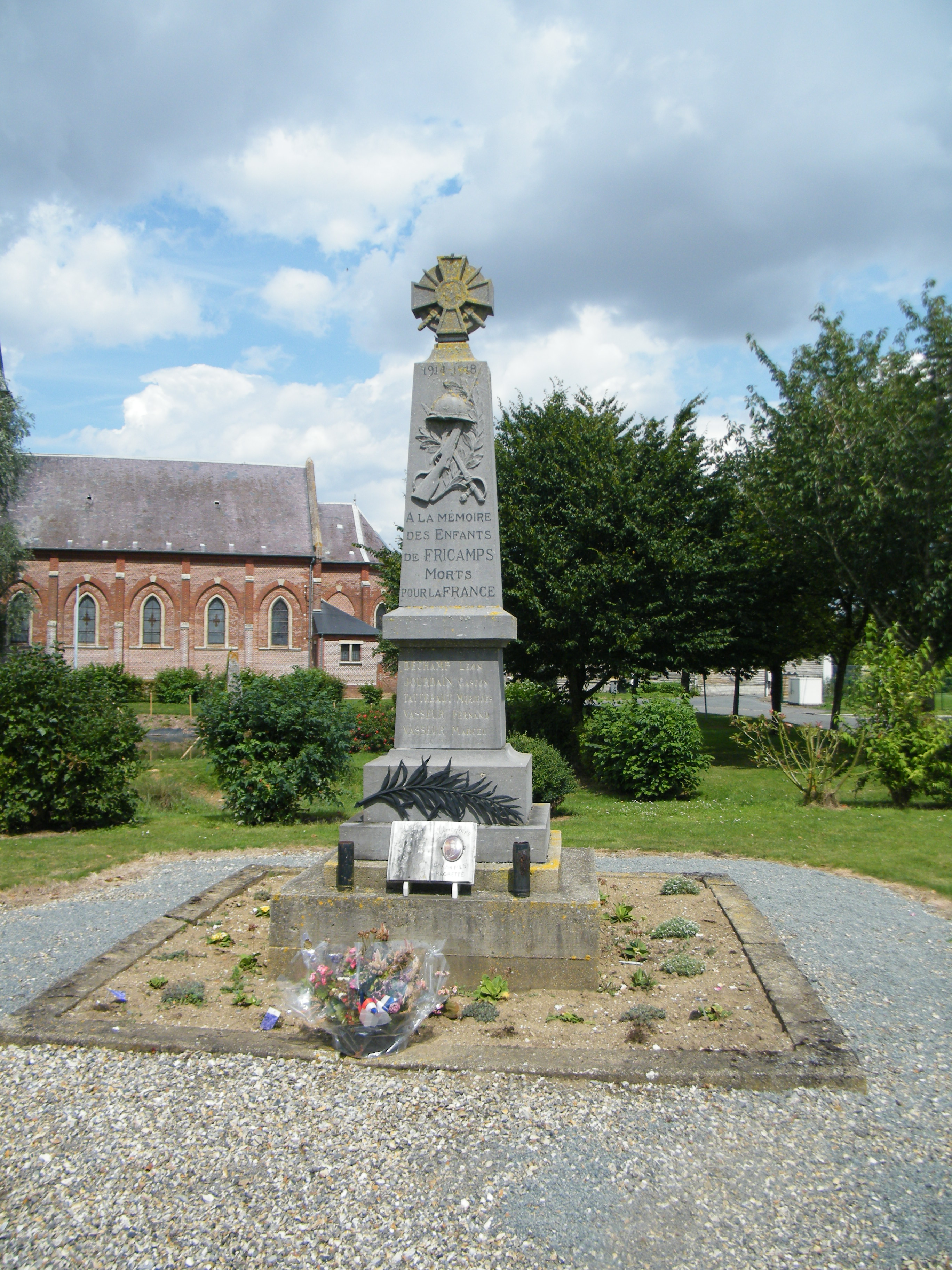

La piràmide de població per edats i sexe el 2009 era:
| Homes | Edats   | Dones |
| ----- | ------- | ----- |
| 0     | 95 o +  | 4     |
| 0     | 90 a 94 | 0     |
| 0     | 85 a 89 | 0     |
| 0     | 80 a 84 | 0     |
| 4     | 75 a 79 | 0     |
| 4     | 70 a 74 | 4     |
| 0     | 65 a 69 | 4     |
| 0     | 60 a 64 | 4     |
| 0     | 55 a 59 | 0     |
| 4     | 50 a 54 | 8     |
| 8     | 45 a 49 | 0     |
| 8     | 40 a 44 | 8     |
| 0     | 35 a 39 | 4     |
| 0     | 30 a 34 | 0     |
| 4     | 25 a 29 | 4     |
| 8     | 20 a 24 | 4     |
| 8     | 15 a 19 | 12    |
| 0     | 10 a 14 | 8     |
| 4     | 5 a 9   | 0     |
| 0     | 0 a 4   | 4     |

## Economia

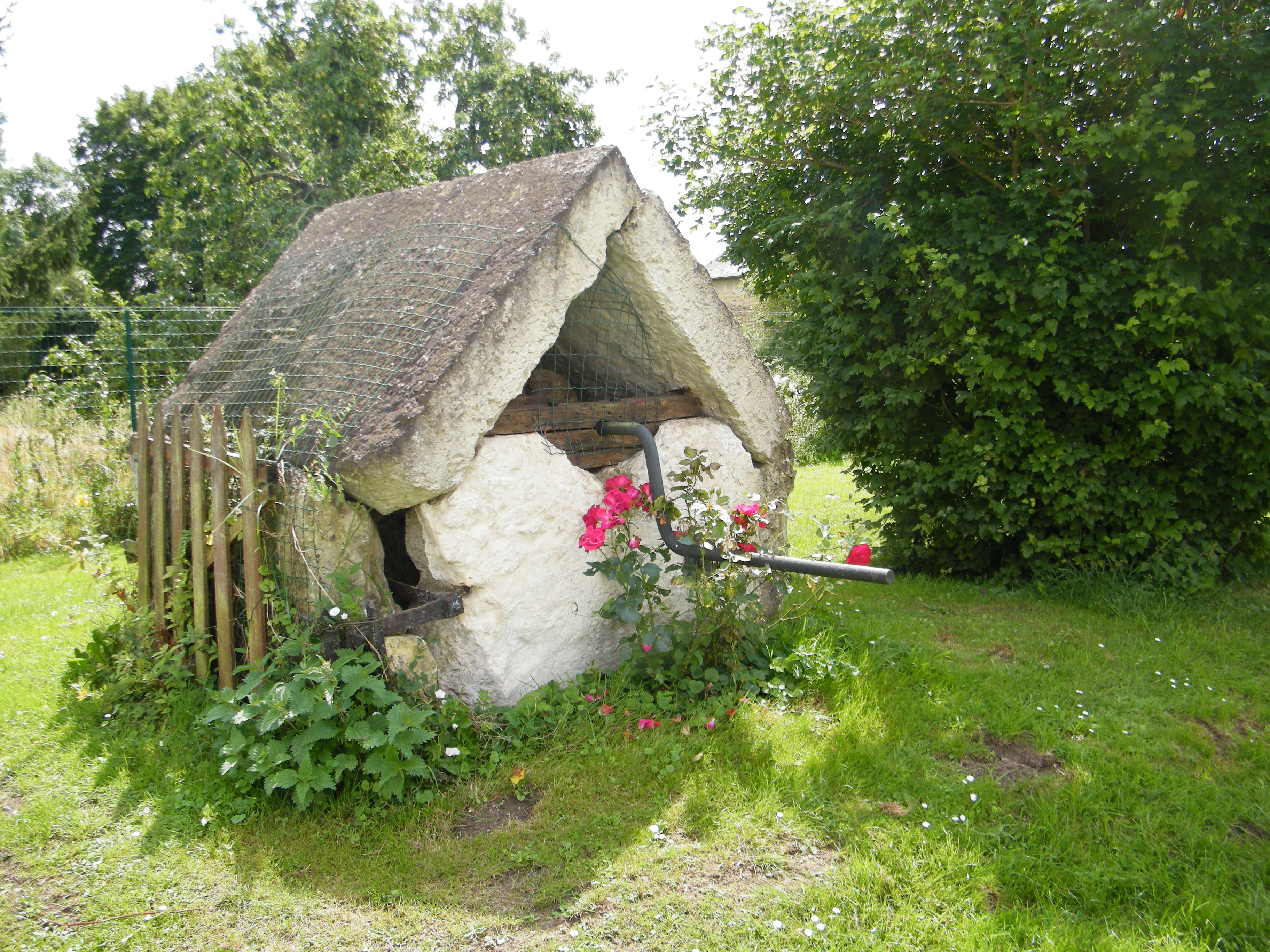

El 2007 la població en edat de treballar era de 81 persones, 59 eren actives i 22 eren inactives. De les 59 persones actives 55 estaven ocupades (32 homes i 23 dones) i 4 estaven aturades (2 homes i 2 dones). De les 22 persones inactives 4 estaven jubilades, 7 estaven estudiant i 11 estaven classificades com a «altres inactius».
Activitats econòmiques
Dels 4 establiments que hi havia el 2007, 1 era d'una empresa extractiva i 3 d'empreses de construcció.
Dels 2 establiments de servei als particulars que hi havia el 2009, 1 era una fusteria i 1 lampisteria.
L'any 2000 a Fricamps hi havia 11 explotacions agrícoles que ocupaven un total de 372 hectàrees.

## Poblacions més properes
El següent diagrama mostra les poblacions més properes.